# Залізнична платформа

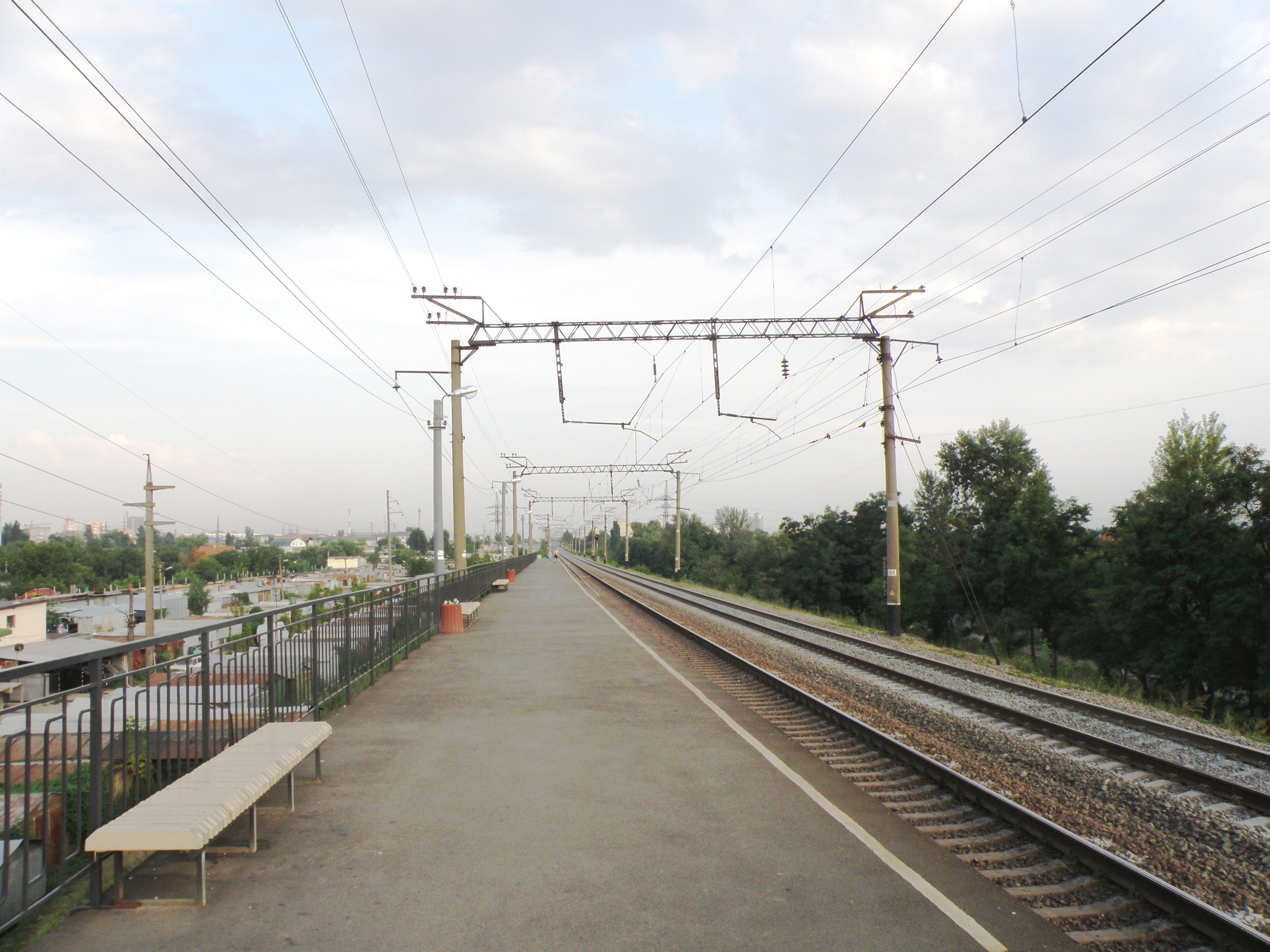
Залізнична платформа Воскресенка у Києві

Залізнична платформа, перон (англ. railway platform, нім. Platte f, Plattform f) — майданчик, поміст, на залізничній станції або пункті зупинки поїздів. Використовується для місцезнаходження пасажирів, вантажно-розвантажувальних робіт, короткотривалого зберігання вантажів. Також називається пероном.
Окрім того, «платформою» часто називається зупинний пункт, тобто невелика залізнична станція, полустанок.